# Center for Constitutional Rights
O Center for Constitutional Rights (CCR) é uma organização progressista de defesa legal sem fins lucrativos com sede na cidade de Nova York, Nova York, nos Estados Unidos. Foi fundada em 1966 por Arthur Kinoy, William Kunstler e outros, especialmente para apoiar ativistas na implementação da legislação de direitos civis e alcançar a justiça social.
A CCR tem se concentrado em liberdades civis e litígios de direitos humanos e ativismo. Desde que ganhou o caso histórico na Suprema Corte dos Estados Unidos de Rasul v. Bush (2004), estabelecendo o direito dos detidos no campo de detenção da Baía de Guantánamo de contestar seu status nos tribunais dos EUA e obter representação legal, forneceu assistência jurídica a pessoas presas lá e obteve liberdade para muitos que foram detidos ilegalmente ou provaram não ser um risco para a segurança.